# Turanosa
La D-(+)-turanosa es un disacárido reducido cuyo nombre sistemático es α-D-glucopiranosil-(1→3)-α-D-fructofuranosa. Es un análogo de la sacarosa no metabolizable por las plantas superiores, pero puede ser internalizada en la célula por medio de los transportadores para sacarosa donde actúa en procesos de señalización intracelular. Además, parece estar involucrado en transducción de señales y puede ser utilizada en su forma D-(+)-turanosa como fuente de carbono por multitud de organismos, incluyendo un elevado número de bacterias y hongos.